# Shadowban
Shadowban lub shadowbanning – ukryta blokada o wymiarze cenzuralnym lub moderatorskim, stosowana w mediach społecznościowych. Nakładana jest przez właściciela danej platformy Web 2.0 lub jej użytkownika (tzw. twórcę internetowego), z przyczyn takich jak łamanie regulaminu bądź subiektywna rozbieżność interesów lub poglądów. Polega na ograniczeniu widoczności stworzonej treści (np. umieszczonego filmu lub komentarza) w taki sposób, aby jej autor nie był świadomy tego ograniczenia. Nieświadomość tą uzyskuje się nieinformując o nałożeniu blokady, przy pozostawieniu pełnej widoczności własnych treści osobie nią objętej. Nakładający ten rodzaj blokady oczekują, że unikną agresji, jaka mogłaby pojawić się w odpowiedzi na jawną blokadę oraz zapobiegną zjawiskom takim jak flejm, hejt i trollowanie, mogącym pojawić się w przypadku pozostawienia niepożądanych treści.
Z uwagi na nieprzejrzystość zjawiska shadowbanningu, nie zostało ono dotąd w pełni przebadane. Każda firma z osobna może stosować własne, różne zasady ukrywania treści użytkowników. Równocześnie, największe zachodnie korporacje medialne (Meta, Twitter/X, Youtube) twierdzą, że praktyka „ukrywania” w ogóle nie istnieje, jest medialnym wymysłem.